# Ayi (tibetsko-burmanski jezik)
Ayi jezik (ISO 639-3: ayx), jedan od devet neklasificiranih tibetsko-burmanskih jezika kojim govori 2 200 ljudi (2004) u sjeverozapadnom Yunnanu, Kina.
Pripadnici etničke grupe (Ayi) i njihov jezik ne smiju se brkati s istoimenim plemenom (Ayi) i jezikom /ayq/ iz Papue Nove Gvineje. Etnički ih se klasificira u Nu i preko njih u Lolo.
Prema novijim podacima ayi je isto što i jezik nung iz Burme, danas nazivan anong.

## Vanjske poveznice
- Ethnologue (14th)
- Ethnologue (15th)